# Vivian Reijs
Vivian Reijs (Lierop, 12 augustus 1977) is een Nederlandse presentatrice en schrijfster.
Reijs volgde na de havo een driejarige opleiding aan de Hogeschool voor Mode en Management.

## Televisiewerk
Ze heeft programma's gepresenteerd als Wannahaves bij Yorin, Staatsloterij Magazine op RTL 4 en Een rug te ver op V8. In 2003 presenteerde ze het televisieprogramma Famous and Health. Daarnaast had ze gastrollen in de televisieseries Spangen, Goudkust en Blauw blauw.
Bij televisiezender SBS6 presenteerde Reijs tot 2012 op de vroege zondagavond het programma De 25 en was een van de vaste presentatoren van het dagelijkse programma Huizenjacht. Vanaf begin 2013 is ze tevens weer te zien als presentator van seizoen 3 van Fix this Kitchen.
Ze volgde een opleiding tot voedingscoach en werkte in de periode 2012-2014 bij SBS6 mee aan het programma Shownieuws als gezondheidsexpert.
In 2014 was ze jurylid bij het RTL 5-programma Celebrity Pole Dancing, samen met Louis van Amstel en Denise Mulder. Een aantal jaar later, in 2017, was ze als deelnemer te zien in Het perfecte plaatje.

## Overig
Ze heeft een stijlrubriek in het tijdschrift Kinderen en een column in het tijdschrift Mama. Ook heeft ze enkele boeken geschreven, onder meer op het gebied van voeding, beweging en gezondheid. Ze  was ambassadeur bij de Stichting Stop Kindermisbruik (nu Free a Girl) die zich wereldwijd inzet tegen kinderprostitutie.

## Privé
In 2005 trouwde ze met songwriter en muziekproducent John Ewbank. Ze hebben een dochter, geboren in 2004. Tijdens haar zwangerschap ontwierp ze een T-shirtlijn voor zwangere vrouwen, Supermom. Na haar scheiding in 2010 kreeg ze met haar huidige partner in 2016 een zoon.

### Bestseller 60
| Boeken met noteringen in de Nederlandse Bestseller 60 | Jaar van verschijnen | Datum van binnenkomst | Hoogste positie | Aantal weken | Opmerkingen |
| ----------------------------------------------------- | -------------------- | --------------------- | --------------- | ------------ | ----------- |
| Gezonder met Viv                                      | 2017                 | 01-11-2017            | 32              | 1            |             |
| Herstel je hormonen in 10 stappen                     | 2018                 | 10-10-2018            | 16              | 6            |             |
| Help, ik val niet af!                                 | 2021                 | 28-04-2021            | 8               | 3            |             |
| Het hormonenhandboek voor 40+ vrouwen                 | 2024                 | 10-07-2024            | 17              | 1            |             |

- Nederlandse Thesaurus van Auteursnamen: 304007439
- Virtual International Authority File: 281043745